# Nurbanu Sultan
Nurbanu eller Nur-Banu, född Cecilia Venier-Baffo på Paros 1525, död 7 december 1583, var gemål till sultan Selim II och de facto medregent i det ottomanska riket. Hon var sultanmoder, så kallad Valide Sultan, åt sin son Murad III från 1574 till 1583.

## Biografi

### Tidigt liv
Hon var utomäktenskaplig dotter till Nicolò Venier, herre av Paros, och Violanta Baffo, vilka båda var medlemmar av Venedigs adel, brorsdotter till Venedigs doge Sebastiano Venier och släkt med Giorgio Baffo. 
Hon tillfångatogs på Paros av osmanerna under kriget 1537 och hamnade i Selim II:s harem, där hon enligt sed konverterade till islam och fick ett persiskt namn: hon fick då namnet Nurbanu, ("Ljusprinsessan"). Hon levde först med honom i Manisa, där den osmanska tronföljaren enligt sedan var guvernör. 

### Haseki sultan
Selim besteg tronen som sultan år 1566, och hon blev då hans haseki sultan eller mest gynnade favorithustru och först i rang vid det kejserliga osmanska haremet. Hon hade stort inflytande över Selim och därmed regeringen. År 1571 gifte sig Selim med henne, vilket beskrivs som ett sätt för honom att framhäva hennes betydelse för honom och hennes sons ställning som tronarvinge framför andra. 

### Valide sultan
Då Selim II avled år 1574 höll hon hans död hemlig och gömde hans kropp i en isbehållare under tolv dagar fram till att hennes son kunde återvända från Manisa, där han varit guvernör, och bestiga tronen. 
Nurbanu regerade ottomanska riket som sin sons rådgivare. Hon blev den första sultanmoder som kom att agera medregent till sultanen under vad som kom att kallas Kvinnornas sultanat. Hon var biträdd av storvisiren Sokollu Mehmet Pasha och sin kiran Esther Handali. 
Nurbanu är främst känd för sin starkt pro-venetianska politik. Hon framhöll att hon själv var venetianare. Hon ska ha haft kontakt med Venedig genom sin hovdam Chirana, som var venetiansk spion och regelbundet tog emot mutor från Tiomannarådet, med vilka hon brevväxlade genom sin egen agenti.  Hon brevväxlade också med Katarina av Medici. Hennes politik var så pro-venetiansk att hon kom i svår konflikt med Genua. När hon avled år 1583, ryktades hon ha blivit förgiftad.

## Galleri

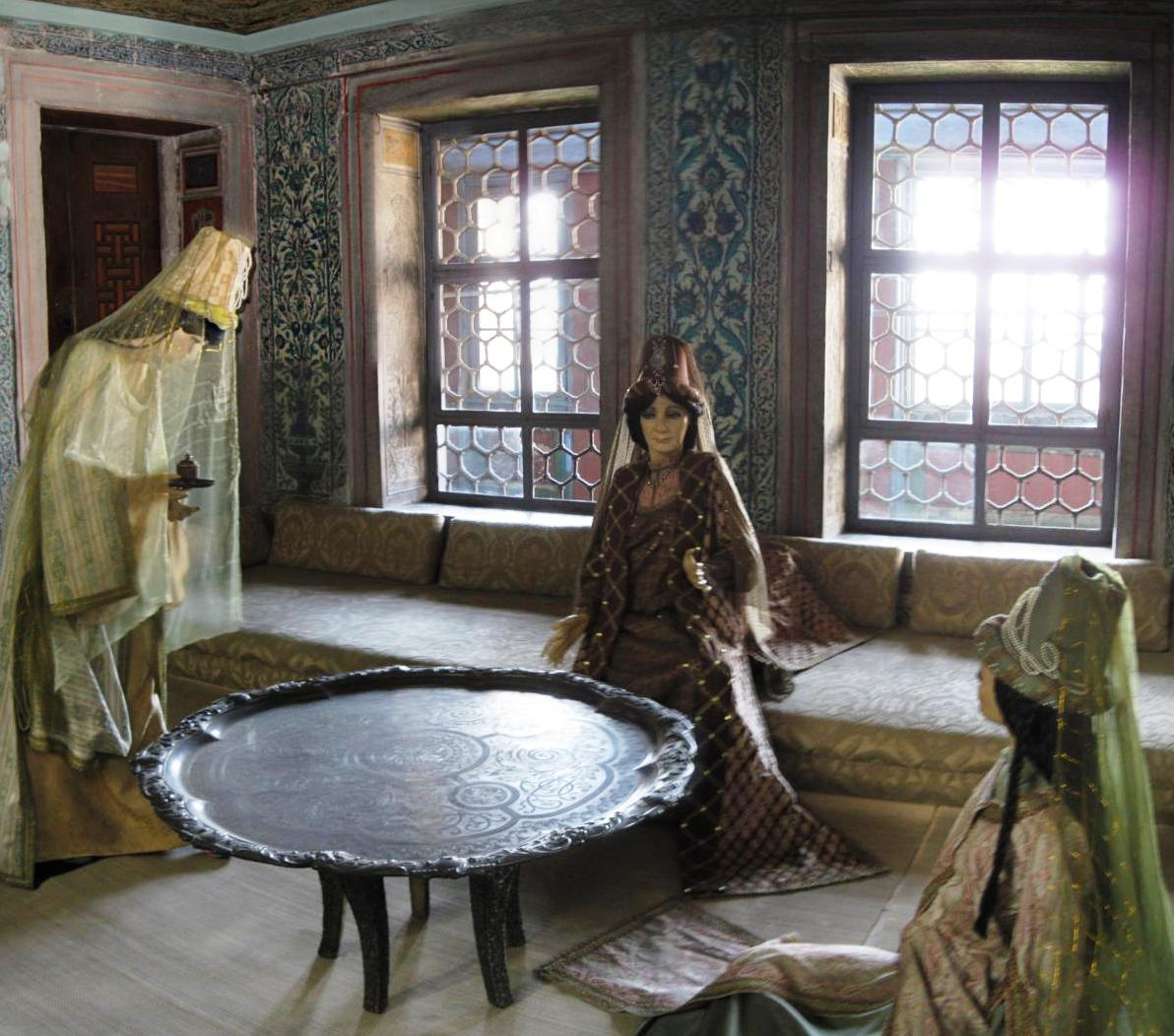
Rekonstruerad scen av en sultanmoder, validesultaninna, med hovdamer i sultanmodervåningen i Topkapı.
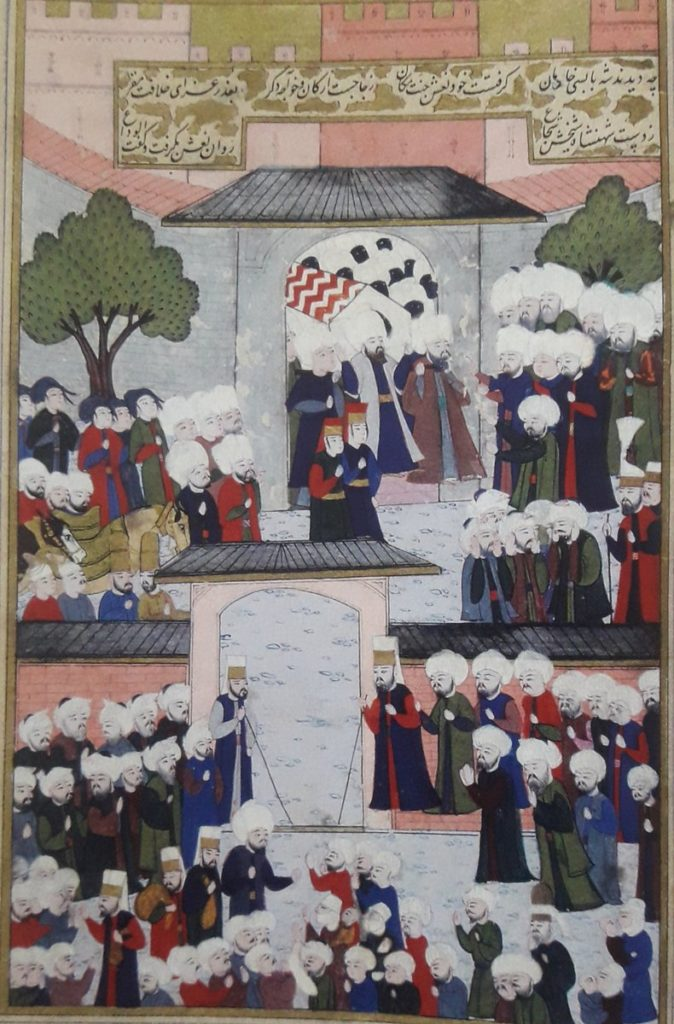
Nurbanu's burial, Shahanshahnama.

## Eftermäle
Moskén Atik Valide Mosque av Mimar Sinan i Üsküdar, Istanbul, är tillägnad henne.